# بانک صادرات واردات اوکراین
بانک صادرات واردات اوکراین (اوکراینی: Укрексімбанк) شرکت دولتی خدمات مالی و بانکداری اوکراینی است، که در سال ۱۹۹۲ توسط دولت اوکراین تأسیس شد.